# Marino Morikawa
Pour les articles homonymes, voir Morikawa.
Marino Morikawa Sakura (né en 1977 à Huaral) est un scientifique péruvien spécialisé dans la protection de l'environnement. Il est connu pour son travail environnemental au Pérou.

## Biographie
Morikawa, d'origine japonaise, est titulaire d'une maîtrise en biodiplomatie (en) interdisciplinaire et d'un doctorat en sciences de l'environnement de l'université de Tsukuba au Japon,,.
Son travail a fait l'objet d'une attention médiatique lorsqu'il a été présenté dans un reportage du National Geographic. Le rapport couvrait son travail sur la restauration du lac El Cascajo à Chancay, au Pérou, près de là où il est né,.
Morikawa a également fondé sa propre entreprise, Nanoplus 7, qui se consacre à la décontamination des plans d'eau.
Morikawa travaille ces dernières années sur l'effort de décontamination de la rivière Chira dans les Andes équatoriennes et des lacs Titicaca, Huacachina et Alalay au Pérou,,.